# Jane Seymour (színművész)
Jane Seymour (Hayes, Middlesex, Egyesült Királyság, 1951. február 15. –) Primetime Emmy- és kétszeres Golden Globe-díjas angol színésznő. Eredeti neve Joyce Penelope Wilhelmina Frankenberg, felvett nevét VIII. Henrik angol király harmadik feleségétől, Jane Seymourtól kölcsönözte.

## Élete
Édesanyja Mieke van Trigt, holland protestáns nővér, aki a második világháború alatt börtönben volt, édesapja John Benjamin Frankenberg,  angol zsidó szülész, akinek a családja Lengyelországból, Nowe Trzepowo faluból származik. Seymour a Arts Educational School növendéke volt Tringben (Hertfordshire).
Négyszer ment férjhez. Első férje Michael Attenborough 1971-1973 között. A második Geoffrey Planer (1977-78). Harmadik férjétől, David Flynntől, akivel 1981-1992 közt voltak házasok, két gyermeke született.
1973-ban Roger Moore oldalán tűnt fel az Élni és halni hagyni című James Bond-filmben. 1989-ben, a francia forradalom kitörésének 200. évfordulójára készült A francia forradalom című, kétrészes játékfilmben Marie Antoinette királynét alakította. Filmbeli gyermekeit, Mária Terézia hercegnőt és Lajos Károly trónörököst Seymour saját gyermekei, Katherine Flynn és Sean Flynn alakították.
Negyedik férjével 1993-2013 közt élt együtt, két közös ikergyermekük van. 2013-tól Barry Blumberggel élt párkapcsolatban.

## Filmszerepei
- 1969 : Ó, az a csodálatos háború (Oh! What a Lovely War) – színész
- 1970 : Az egyetlen út (The Only Way) – színész
- 1972 : A fiatal Churchill (Young Winston) – színész
- 1973 : Élni és halni hagyni (Live and Let Die) – Pasziánsz
- 1977 : Szindbád és a Tigris szeme (Sinbad and the Eye of the Tiger) – Farah hercegnő
- 1978 : A négy toll (The Four Feathers) – Ethne Eustace
- 1980 : Valahol az időben (Somewhere in Time) – Elise McKenna
- 1980 : Szimat nyomozó (Oh, Heavenly Dog!) – színész
- 1982 : A skarlát virág (The Scarlet Pimpernel) – Marguerite St. Just
- 1984 : Lassiter – Sara
- 1985 : Főhivatal (Head Office) – Jane Caldwell
- 1987 : Az Alagút (El túnel) – Maria
- 1988 : A nő, akit szerettek (The Woman He Loved) – színész
- 1988 : A sas felszáll (War and Remembrance) – Natalie Henry
- 1988 : Hasfelmetsző Jack (Jack the Ripper) – Emma Prentiss
- 1989 : A francia forradalom (La révolution française) – Marie Antoinette
- 1990 : Teljes szívvel (Matters of the Heart) – Hadley Norman
- 1991 : Éjféli emlékek (Memories of Midnight) – Catherine Alexander Douglas
- 1992 : Egyedül leszel ma este? (Are You Lonesome Tonight?) – Adrienne Welles
- 1993 : Heidi – színész
- 1993 : Quinn doktornő, a varázsló (Dr. Quinn, Medicine Woman) – Dr. Michaela „Dr. Mike” Quinn
- 1993 : Imádkozó sáska (Praying Mantis) – ügyvezető producer, Linda Crandell
- 1997 : A teljes igazság (The Absolute Truth) – Alison
- 1998 : Az új Robinson család (The New Swiss Family Robinson) – Anna R.
- 1998 : A bűvös kard – Camelot nyomában (Quest for Camelot) – Lady Julianna (szinkron)
- 1999 : Lázadó múlt (Memory in my Heart) – színész
- 1999 : Dr. Quinn (Dr. Quinn Medicine Woman: The Movie) – Dr. Michaela „Dr. Mike” Quinn)
- 2000 : Fanny Kemble igaz története (Enslavement: The true story of Fanny Kemble) – ügyvezető producer, Fanny Kemble
- 2001 : A tegnap gyermekei (Yesterday’s Children) – Jenny Cole/Mary Sutton
- 2001 : Smallville sorozat – Genevieve Teague
- 2001 : Dr. Quinn, az ápolónő – Hallgass a szívedre! (Dr. Quinn Medicine Woman – The Heart Within) – ügyvezető producer, Dr. Michaela „Dr. Mike” Quinn
- 2001 : Terror a sötétben (Blackout)
- 2002 : Idegen szív (Heart of a Stranger) – Jill Maddox
- 2005 : Ünneprontók ünnepe (The Wedding Crashers) – Kathleen Cleary
- 2006 : Vak-randi (Blind Dating) – Dr. Evans
- 2007 : Kusza kapcsolatok (After sex) – Janet
- 2007 : Miss Marple – Az alibi (Marple: Ordeal by Innocence) – Rachel Argyle
- 2008 : Kedves Prudence! (Dear Prudence) – Prudence McCoy
- 2009 : Eszmélés (Wake) – Mrs. Reitman
- 2010 : A családfa (The family tree) – Ilene nagymama
- 2010 : Örök várakozás (Waitin for Forever) – ügyvezető producer
- 2011 : Love, Wedding, Marriage – színész
- 2011 : Freeloaders – színész

## Díjak, kitüntetések
- 1994. Emmy-díj – (jelölés) – (Quinn doktornő, a Varázsló)
- 1995. Golden Globe-díj (jelölés) – (Quinn doktornő, a Varázsló)
- 1996. Golden Globe-díj – (Quinn doktornő, a Varázsló)
- 1997. Golden globe – jelölés (Quinn doktornő, a Varázsló)
- 1998. Emmy-díj (jelölés) – (Quinn doktornő, a Varázsló)
- 2000. A Brit Birodalom Érdemrendjének tiszti fokozata

## Fordítás
- Ez a szócikk részben vagy egészben  a   Jane Seymour (actress) című angol Wikipédia-szócikk fordításán alapul.  Az eredeti cikk szerkesztőit annak laptörténete sorolja fel. Ez a jelzés csupán a megfogalmazás eredetét és a szerzői jogokat jelzi, nem szolgál a cikkben szereplő információk forrásmegjelöléseként.